# ヨシフ・ホドロフスキー
ヨシフ・イサエヴィチ・ホドロフスキー（Иосиф Исаевич Ходоровский、1885年 - 1938年5月7日）は、ロシアの革命家・ソビエト連邦の政治家・外交官。

## 生涯
1885年、ロシア帝国ヘルソン県ニコラーエフに生まれたユダヤ人。1903年にボリシェヴィキに入党し、ロシア第一革命にも参加して繰り返し逮捕された。1912年からボリシェヴィキ系雑誌『プロスヴェシチェーニエ』に関わり、十月革命の際もモスクワでの蜂起に参加した。
同年からは党モスクワ委員会宣伝者やスシチョーヴォ・マーリー地区 (ru) ソビエト議長じを務め、翌1918年からはロシア社会主義連邦ソビエト共和国労働人民委員部参議会メンバー、同年12月から翌1919年3月までは赤軍南部戦線政治部部長、同年1月17日から4月16日までは戦線革命軍事会議メンバー、同日から8月27日までは戦線第9軍革命軍事会議メンバーに就いた。
同年11月から翌1920年6月25日まではカザン県ソビエト執行委議長、同年から翌1921年まではトゥーラ県ソビエト執行委議長、同年から翌1922年までは党中央委シベリア局 (ru) 書記、同年からはロシア共和国教育副人民委員、1924年からは委員部参議会メンバーと大専門技術教育部部長を1928年まで務めた。また、1924年から1928年7月までは委員部国家科学者会議科学・政治セクションのメンバーでもあった。
同月から翌1929年12月までは駐イタリア・ソビエト連邦通商代表、同年11月14日から1933年1月10日までは駐トルコ・連邦通商代表に就き、同年から翌1934年までは連邦人民委員会議附属全連邦高等技術学校問題委副議長、同年から1937年12月まではクレムリン医療・衛生部部長を務めた。全ロシア中央執行委メンバーも務めたが、1937年12月2日に逮捕され、連邦最高裁軍事参議会によって反革命的テロ組織への参加を理由に翌1938年5月7日に死刑判決を下され、同日銃殺された。その後、1956年4月に名誉回復がなされた。